# Slovnaft

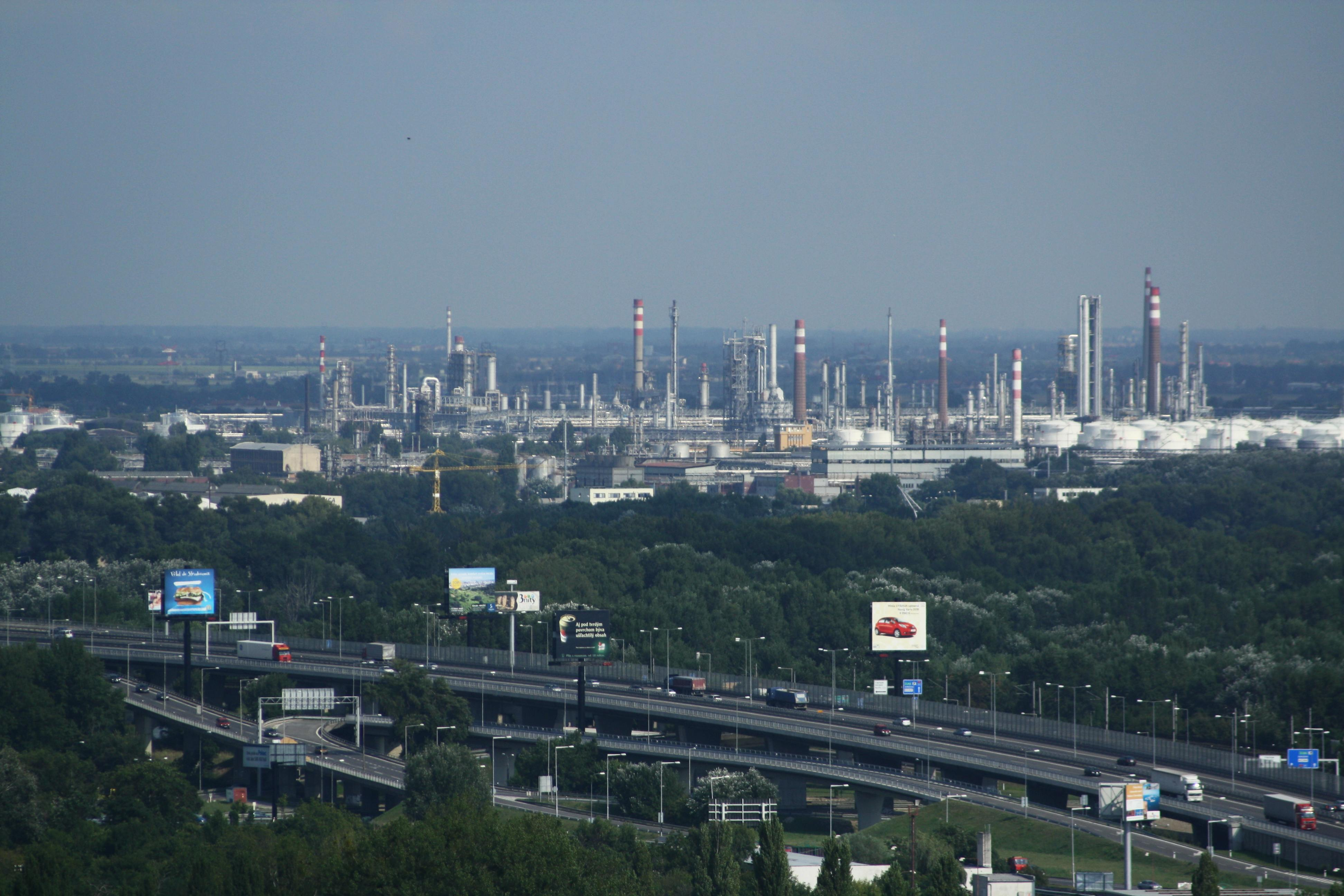
Celkový pohled na bratislavskou rafinerii

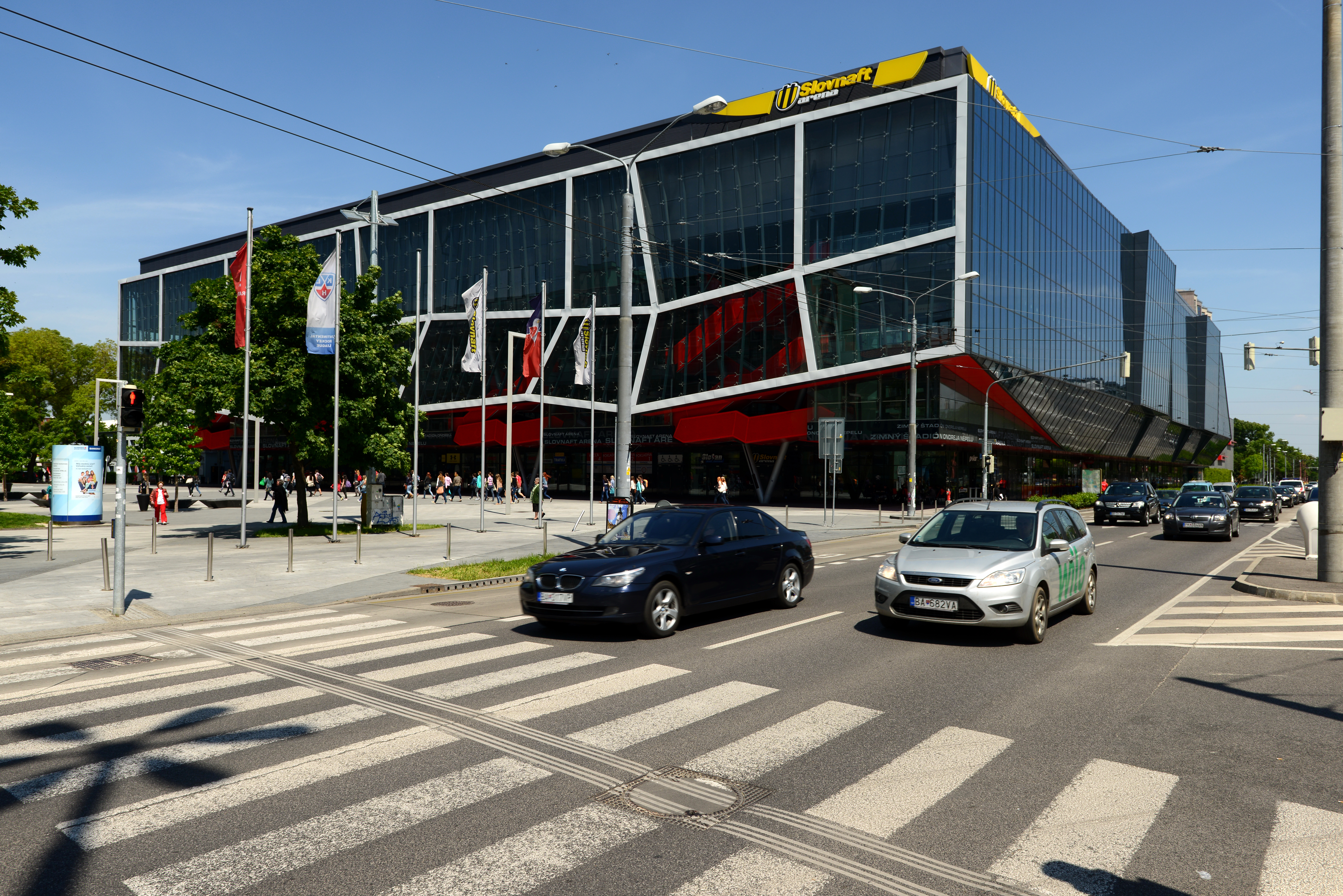
Slovnaft Arena Bratislava

SLOVNAFT a.s. je největší rafinérie na Slovensku. Založena byla v roce 1957. Nachází se v Bratislavě, v městské části Ružinov.

## Historie
Navazuje na rafinérii Apollo, založenou v roce 1895, blízko dnešního mostu Apollo, která byla v červnu 1944 zničena nálety spojeneckých bombardérů. V roce 1946 byly zbylé provozy Apolla znárodněny a v roce 1949 přejmenovány na Slovnaft, který ale není právním nástupcem Apolla. V roce 2000 se Slovnaft stal součástí maďarské skupiny MOL Group, která v současnosti vlastní 98,4 procent akcií Slovnaftu.
V roce 2012 patřil Slovnaft mezi největší plátce DPH na Slovensku.

## Produkce
Slovnaft zaměstnává téměř 2200 lidí, ročně zpracovává 5,5 až 6 milionů tun ropy. Slovnaft má také dvě zahraniční dceřiné firmy – Slovnaft CZ v Česku a polskou Slovnaft Polska. Na Slovensku provozuje 210 čerpacích stanic. 

### Dopad ruské invaze na Ukrajinu
Rafinerie zpracovává hlavně ruskou ropu a značnou část své produkce exportuje. Z tohoto důvodu se firmy může citelně dotknout 6. balíček ekonomických sankcí, které Evropská unie uvalila počátkem června 2022 na Ruskou federaci v reakci na ruskou invazi na Ukrajinu a které obsahují také zákaz dovozu většiny ruské ropy. Udává se, že sice získal dočasnou výjimku na dovoz ropy z Ruska, ale nezískal povolení na vývoz své produkce. Protože rafinerie potřebuje pracovat na více nežli 50% výkonu (technologické příčiny) a spotřeba na Slovensku je cca 30% výkonu tak by brzy toto překročil a dostal se do vážných potíží, které mohou vyústit v uzavření podniku. 